# Félix Bonjour
Félix Bonjour (* 25. Juni 1858 in Vevey; † 8. Mai 1942 in Lausanne) war ein Schweizer Politiker (FDP).

## Biografie
Félix Bonjour studierte klassische und moderne Philologie sowie Geschichte an der Akademie Lausanne und an den Universitäten Bern, Strassburg und Bonn. Von 1878 bis 1928 war er Chefredaktor und Leiter der Revue, eines Organs der Waadtländer Radikalen. 1896 bis 1898 war er zudem Präsident des Vereins der Schweizer Presse und mehrere Male Präsident der kantonalen Vereinigung. Von 1915 bis 1926 sass er im Bankrat der Crédit foncier vaudois und im Verwaltungsrat der Revue.
Im Jahr 1901 wurde Bonjour in den Grossrat des Kantons Waadt gewählt. Sieben Jahre später gelang ihm bei den Parlamentswahlen 1908 der Einzug in den Nationalrat. 1911 trat er in den Vorstand der FDP Schweiz ein und wurde im Jahr 1912 als neuer Zentralpräsident der FDP Schweiz ernannt. Dieses Amt übte er bis 1914 aus. Als Nationalratspräsident des Jahres 1915 präsidierte er auch die Vereinigten Bundesversammlung. Im Jahr 1917 trat er von seinen politischen Ämtern zurück, er verliess zwei Jahre später auch den Vorstand der FDP. Nach 1919 widmete er sich ausschliesslich seiner Arbeit bei der Revue und blieb als Journalist weiter tätig. Sein Werk Souvenirs d'un journaliste aus dem Jahre 1931 bildet eine wertvolle historische Quelle.